# ستيفن هولغيت (لاعب دوري الرغبي)
ستيفن هولغيت (بالإنجليزية: Stephen Holgate)‏ هو لاعب دوري الرغبي بريطاني، ولد في 15 ديسمبر 1971 في وايتهفن ‏ في المملكة المتحدة.